# Kanton Villefort
Villefort is een voormalig kanton van het Franse departement Lozère. Het kanton maakte deel uit van het arrondissement Mende totdat het bij decreet van 25 februari 2024, met uitwerking op 22 maart 2015, werd opgeheven en de gemeenten werden opgenomen in het op die dag gevormde kanton Saint-Étienne-du-Valdonnez.

## Gemeenten

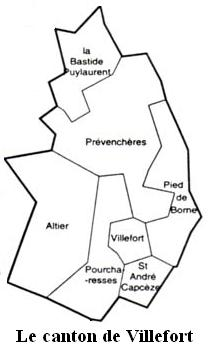
Ligging van gemeenten in het kanton

Het kanton Villefort omvatte de volgende gemeenten:
- Altier
- La Bastide-Puylaurent
- Pied-de-Borne
- Pourcharesses
- Prévenchères
- Saint-André-Capcèze
- Villefort (hoofdplaats)